# Johann Friedrich Borcherding
Johann Friedrich „Fritz“ Borcherding (* 5. April 1849 in Badbergen-Groß Mimmelage; † 4. März 1924 in Bremen-Vegesack) war ein deutscher Pädagoge und Naturkundler.

## Biografie

### Ausbildung, Beruf und Familie
Friedrich Borcherding absolvierte das Gymnasium in Quakenbrück. Danach besuchte er bis 1870 das Lehrerseminar in Osnabrück. Seine erste Tätigkeit als Lehrer führte ihn nach Hörne bei Balje. 1872 wurde er Hilfslehrer und 1874 Lehrer an der Volksschule in Vegesack. Er war bis 1922 hier 50 Jahre als Lehrer tätig. 

Er war verheiratet mit Gesine Schäffer aus einer alteingesessenen Kapitänsfamilie in Vegesack. Johanna (Hanna) Borcherding (1876–1960), Lehrerin, Naturkundlerin und Mitbegründerin des Stadtgartens Vegesack, war die gemeinsame Tochter.

### Naturforscher
Schon früh beschäftigte er sich mit naturkundlichen Angelegenheiten der Conchologie. Er studierte die Mollusken (Weichtiere). In zahlreichen Aufsätzen veröffentlichte er seine Forschungsergebnisse und 1883 in der Schrift Die Molluskenfauna der norddeutschen Tiefebene. Seine Ergebnisse tauschte er mit anderen Fachleuten aus, wie u. a. der Naturforschenden Gesellschaft zu Emden, dem Naturwissenschaftlichen Verein für das Fürstentum Lüneburg und dem Naturwissenschaftlichen Verein zu Bremen.
Borcherdings Sammlung erhielt das Provinzialmuseum Hannover. Seine ausländische Sammlung erwarb das Museum in Kolberg.

### Ehrungen
- Er war Ehrenmitglied des Naturwissenschaftlichen Vereins zu Lüneburg.
- Die Borcherdingstraße in Bremen, Stadtteil Vegesack, wurde 1952 nach ihm benannt.